# Festival de la Cançó d'Eurovisió 1963
El VIII Festival de la Cançó d'Eurovisió va tenir lloc el 23 de març de 1963 a Londres. Amb Katie Boyle com a presentadora (qui tornaria a ser presentadora del festival els anys 1968 i 1974), el festival el va guanyar el duo compost per Grethe & Jørgen Ingmann, representant de Dinamarca amb el tema "Dansevise".
A pesar que França havia guanyat l'edició de 1962, no va voler fer-se càrrec del festival de nou després d'haver-ho albergat en dues edicions recents (1959 i 1961). Mònaco, segon classificat, també va declinar l'organització d'Eurovisió 1963 a causa de la seva falta d'infraestructura, igual que Luxemburg, tercer classificat, que va renunciar per haver albergat Eurovisió 1962. La UER va decidir oferir l'organització del festival al Regne Unit, que havia quedat quart classificat, empatat amb Iugoslàvia.
La BBC va intentar donar un enfocament diferent al festival. Totes les cançons van ser interpretades en un estudi, però el públic estava situat en un altre. Cada cançó tenia la seva pròpia posada en escena única, i el canvi de set es va fer molt ràpidament. A causa d'això, van sorgir rumors que les actuacions eren pregravades, la qual cosa resultava ser falsa.
Nana Mouskouri o Françoise Hardy van ser algunes de les estrelles d'aquesta edició. També va destacar el representant francès, Alain Barrière amb el seu tema Elle était si jolie ja que, tot i haver aconseguit només una cinquena posició, va esdevenir després en un èxit internacional.
En aquesta edició s'introduí una modificació a la regla de solistes y duos. Es permeté als artistes principals ser acompanyats per un cor en segon pla de fins a tres persones.
Durant la votació, va haver-hi una controvèrsia. El jurat de Noruega no tenia preparat el seu vot quan va ser telefonat pel presentador, ja que el seu director encara es trobava sumant els vots individuals dels 20 membres del jurat. Copejat pel pànic, el secretari del jurat noruec va donar un resultat intermedi, llegint els punts molt ràpidament i en l'ordre equivocat. De conformitat amb les normes, la presentadora va dir a l'audiència de televisió que ella tornaria al jurat noruec després, quan tots els altres països haguessin votat. Quan el resultat final es va anunciar pel jurat noruec, era completament diferent dels que havia dit anteriorment i van donar la victòria al seu veí nòrdic de Dinamarca en una carrera molt renyida amb Suïssa.

## Resultats
Aquell any va tenir lloc una de les votacions més renyides de la història del festival. Dinamarca va començar liderant la votació, encara que Suïssa ràpidament va superar el país escandinau per mínima. En finalitzar les votacions, Suïssa es posicionava com a guanyadora però, en tornar a Oslo —a causa d'un problema amb les votacions— perquè digués les votacions correctes, aquestes van ser favorables per als danesos, atorgant-los la victòria.
| #  | País i TV               | Artista(es)             | Cançó                           | Posició | Punts |
| -- | ----------------------- | ----------------------- | ------------------------------- | ------- | ----- |
| 1  | Regne Unit BBC          | Ronnie Carroll          | Say Wonderful Things            | 4       | 28    |
| 2  | Països Baixos NTS       | Annie Palmen            | Een Speeldoos                   | 13      | 0     |
| 3  | Alemanya Occidental ARD | Heidi Brühl             | Marcel                          | 9       | 5     |
| 4  | Àustria ORF             | Carmela Corren          | Vielleicht geschieht ein Wunder | 7       | 16    |
| 5  | Noruega NRK             | Anita Thallaug          | Solhverv                        | 13      | 0     |
| 6  | Itàlia RAI              | Emilio Pericoli         | Uno Per Tutte                   | 3       | 37    |
| 7  | Finlàndia YLE           | Laila Halme             | Muistojeni Laulu                | 13      | 0     |
| 8  | Dinamarca DR            | Grethe & Jørgen Ingmann | Dansevise                       | 1       | 42    |
| 9  | Iugoslàvia JRT          | Vice Vukov              | Brodovi                         | 11      | 3     |
| 10 | Suïssa SSR SRG          | Esther Ofarim           | T'en Va Pas                     | 2       | 40    |
| 11 | França RTF              | Alain Barrière          | Elle Était Si Jolie             | 5       | 25    |
| 12 | Espanya TVE             | José Guardiola          | Algo prodigioso                 | 12      | 2     |
| 13 | Suècia SR               | Monica Zetterlund       | En Gång I Stockholm             | 13      | 0     |
| 14 | Bèlgica BRT             | Jacques Raymond         | Waarom?                         | 10      | 4     |
| 15 | Mònaco TMC              | Françoise Hardy         | L'amour S'en Va                 | 5       | 25    |
| 16 | Luxemburg CLT           | Nana Mouskouri          | À Force De Prier                | 8       | 13    |

## Taula de votacions

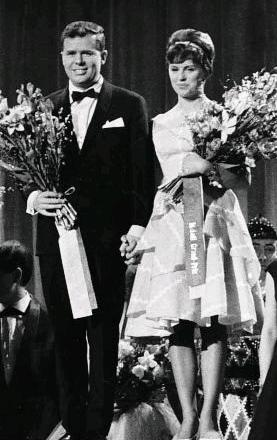
Jørgen & Grethe Ingmann, guanyadors

<TR style="background:#FFDEAD;"|

| Regne Unit                                   | Països Baixos | Alemanya Occidental | Àustria | Noruega | Itàlia | Finlàndia | Dinamarca | Iugoslàvia | Suïssa | França | Espanya franquista | Suècia | Bèlgica | Mònaco | Luxemburg |   |   |
| Participants                                 | Regne Unit    |                     | 3       | 0       | 0      | 5         | 0         | 3          | 3      | 3      | 0                  | 3      | 5       | 2      | 0         | 1 | 0 |
| Participants                                 | Països Baixos | 0                   |         | 0       | 0      | 0         | 0         | 0          | 0      | 0      | 0                  | 0      | 0       | 0      | 0         | 0 | 0 |
| Participants                                 | Alemanya      | 0                   | 0       |         | 0      | 2         | 0         | 0          | 0      | 0      | 0                  | 0      | 0       | 0      | 0         | 3 | 0 |
| Participants                                 | Àustria       | 4                   | 0       | 0       |        | 0         | 0         | 4          | 1      | 0      | 0                  | 2      | 0       | 3      | 2         | 0 | 0 |
| Participants                                 | Noruega       | 0                   | 0       | 0       | 0      |           | 0         | 0          | 0      | 0      | 0                  | 0      | 0       | 0      | 0         | 0 | 0 |
| Participants                                 | Itàlia        | 2                   | 1       | 0       | 0      | 3         |           | 2          | 5      | 4      | 5                  | 0      | 3       | 0      | 3         | 5 | 4 |
| Participants                                 | Finlàndia     | 0                   | 0       | 0       | 0      | 0         | 0         |            | 0      | 0      | 0                  | 0      | 0       | 0      | 0         | 0 | 0 |
| Participants                                 | Dinamarca     | 3                   | 5       | 2       | 3      | 4         | 2         | 5          |        | 0      | 3                  | 0      | 0       | 5      | 5         | 0 | 5 |
| Participants                                 | Iugoslàvia    | 0                   | 0       | 0       | 0      | 0         | 0         | 0          | 0      |        | 0                  | 1      | 2       | 0      | 0         | 0 | 0 |
| Participants                                 | Suïssa        | 5                   | 0       | 4       | 5      | 1         | 5         | 0          | 4      | 0      |                    | 0      | 4       | 1      | 4         | 4 | 3 |
| Participants                                 | França        | 0                   | 4       | 1       | 2      | 0         | 4         | 0          | 0      | 5      | 4                  |        | 1       | 0      | 1         | 2 | 1 |
| Participants                                 | Espanya       | 0                   | 0       | 0       | 0      | 0         | 0         | 0          | 0      | 2      | 0                  | 0      |         | 0      | 0         | 0 | 0 |
| Participants                                 | Suècia        | 0                   | 0       | 0       | 0      | 0         | 0         | 0          | 0      | 0      | 0                  | 0      | 0       |        | 0         | 0 | 0 |
| Participants                                 | Bèlgica       | 0                   | 0       | 0       | 4      | 0         | 0         | 0          | 0      | 0      | 0                  | 0      | 0       | 0      |           | 0 | 0 |
| Participants                                 | Mònaco        | 1                   | 2       | 5       | 1      | 0         | 3         | 0          | 0      | 1      | 1                  | 5      | 0       | 4      | 0         |   | 2 |
| Participants                                 | Luxemburg     | 0                   | 0       | 3       | 0      | 0         | 1         | 1          | 2      | 0      | 2                  | 4      | 0       | 0      | 0         | 0 |   |
| La taula està ordenada per ordre d'aparició. |               |                     |         |         |        |           |           |            |        |        |                    |        |         |        |           |   |   |